# Shipova
La Shipova (×Sorbopyrus auricularis), és una planta de la família rosàcia híbrida entre el perer europeu (Pyrus communis) i la moixera vera (Sorbus aria). Arriba a fer de 10-18 m d'alt, amb fulles caducifòlies i ovals de 7-11 cm de llarg i 5-6 cmd'ampl. El fruit és un pom de 2.5-3 cm de llarg; i és comestible amb polpa dolça i grogosa de gust similar a la pera Nashi.

## Història
Aquest híbrid es va formar primer a Bollwiller a Alsàcia, França, abans de 1619, i va ser propagat per empelt des d'aleshores. Com molts híbrids és pràcticament estèril. Es cultiva en reduïdes extensions.